# 大江千里のオールナイトニッポン
『大江千里のオールナイトニッポン』（おおえせんりのオールナイトニッポン）は、ニッポン放送の深夜番組、オールナイトニッポンの水曜1部（毎週水曜日25:00～27:00、木曜日未明 1:00～3:00）で、1991年2月6日から1992年4月1日まで放送されていたラジオ番組。
パーソナリティは大江千里。この番組では、リスナーと一緒になってアマチュア無線に挑戦するなどの企画が進められていた。

## 主なコーナー
みんなでアマチュア無線に挑戦！
- リスナーからアマチュア無線の資料や情報を募集し、それらを前にしながら無線の企画を進めていた[2]。

私の町の二宮金次郎
- リスナー各々の町にある二宮金次郎の銅像について、その土地における金次郎にまつわる秘密やエピソードを紹介していた[3]。

ひとりでできるもん！
- 子供の頃、自分一人でやろうとして失敗してしまったなどのエピソードを募集[4]。

お風呂で言っちゃう女の悩み
千里流川柳塾
など

## 番組史
- 1991年2月6日 - 第1回放送。番組スタートのお祝いのため、小室哲哉、渡辺美里、デーモン小暮らが電話出演[5]。
- 1991年2月13日 - ゲスト：工藤静香
- 1991年5月1日 - ゲスト：小室哲哉
- 1991年6月12日 - ゲスト：渡辺美里
- 1991年8月21日 - 『吉田栄作のオールナイトニッポン』放送のため休止
- 1991年10月9日 - ゲスト：Qlair
- 1991年10月16日 - 『オールナイトニッポン25周年記念特別番組・タモリのオールナイトニッポン』放送のため休止
- 1991年12月11日 - ゲスト：奥居香（当時プリンセス プリンセス）
- 1991年12月18日 - ゲスト：織田裕二
- 1992年1月22日 - 名古屋から生放送[6]
- 1992年3月11日 - 岩手県の温泉から生放送[7]
- 1992年4月1日 - 番組最終回。ゲスト：渡辺美里